# Beija-flor-de-cauda-bronzeada

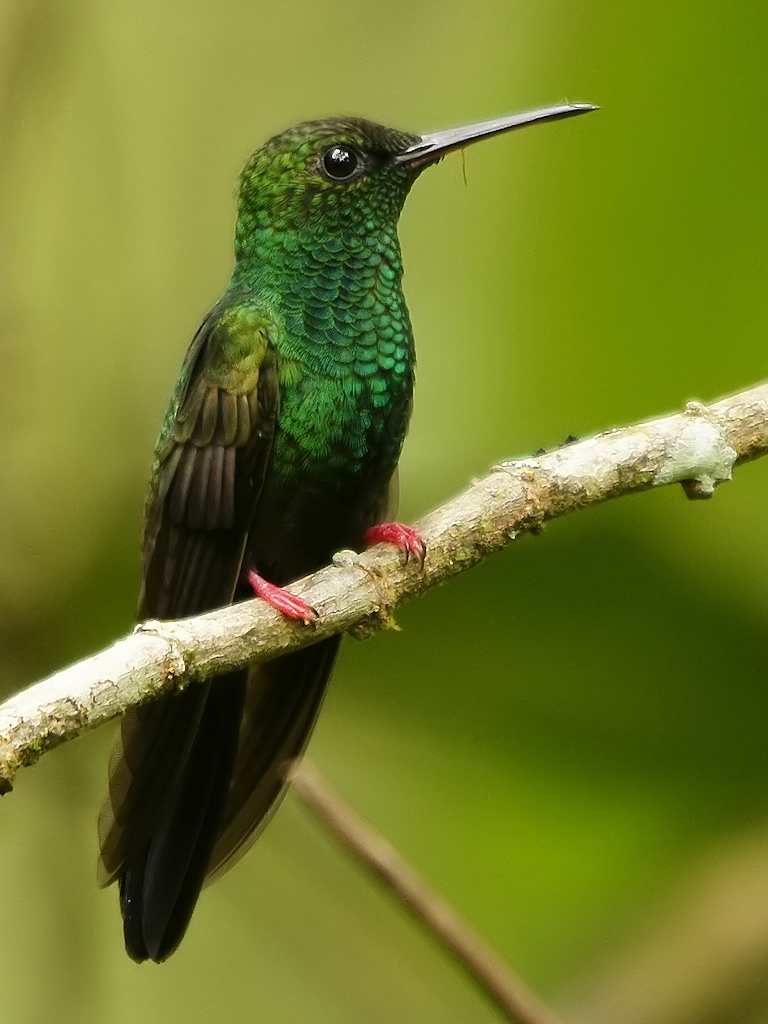
beija-flor-de-cauda-bronzeada

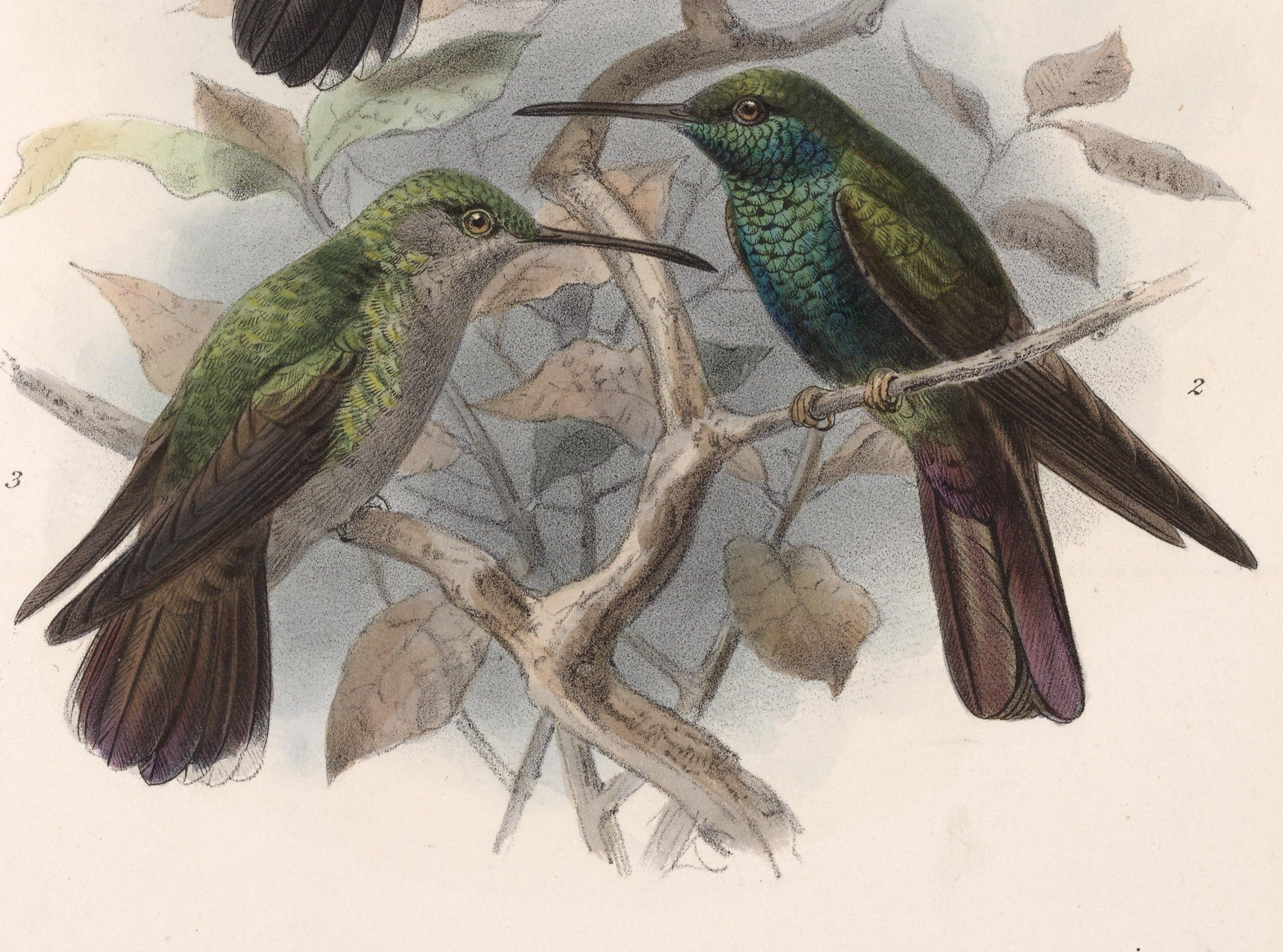
Ilustração de John Gerrard Keulemans (1902)

O beija-flor-de-cauda-bronzeada (Chalybura urochrysia) é um beija-flor. É residente na América Central e América do Sul do leste de Honduras ao noroeste do Equador. As aves habitam florestas e têm preferência por bordas, clareiras e crescimento secundário. Ocorre nas planícies do Caribe, normalmente até uma altitude de 700 metros.
O beija-flor-de-cauda-bronzeada é a subespécie costarriquenha C. u. melanorrhoa e tem uma cauda preta, não bronze.
O ninho é uma xícara profunda de fibras vegetais com menos de 1,5 metros de altura em um pequeno arbusto. A fêmea sozinha incuba os dois ovos brancos.
O plumeleteer de cauda de bronze tem 11 cm de comprimento e pesa 6 g (feminino) ou 7 g (masculino). O macho tem partes superiores verde-bronze, partes inferiores verdes brilhantes, uma barriga escura e uma cauda bronzeada ou preto-púrpura, dependendo da subespécie. A fêmea tem partes superiores verde-bronze, partes inferiores cinza, incluindo a parte inferior da barriga, manchas verdes nos flancos e cantos cinzas na cauda bronze escura. Ambos os sexos têm pés rosa ou vermelhos. As aves jovens se assemelham ao adulto, mas têm as pontas das penas na cabeça, pescoço e garupa.
O plumeleteer de patas vermelhas tem uma chamada de chip metálico alto, e a música do macho é um suave ter-pleeleeleelee ter-pleeleeleelee ter-pleeleeleelee ter-pleee.
Este beija-flor é agressivo, territorial e geralmente dominante. O macho defenderá grandes touceiras de Heliconia e outras flores grandes.